# ニュービーズ
ニュービーズ（New Beads）は、花王が発売している洗濯用合成洗剤のブランドである。1963年に発売し、1995年にいったん製造発売中止となったが、1999年に復活し、現在に至る。一時期は「バイオビーズ」と宣伝されていた。

## 概要
発売当初は、ABS系洗剤で、粉末のみであった。
洗剤成分の濃縮率が上がり、当初の標準使用量は60g（水30Lに対して）であったが、ソフト化の際に50gになり、1973年からは40gになった。1988年にコンパクト化によって25gとなり、1999年の復活後も引き継がれていたが、2012年の改良で23gに、2018年の改良で21gとなったが、2025年の改良で24gとなった。
内容量は年代により変更されている。なお、花王の製品情報サイトには掲載されていないが、ホームセンターなどの一部店舗やECサイトには、「ニュービーズ」・「フレグランスニュービーズ」の特大サイズが設定されている（「ニュービーズ」・「フレグランスニュービーズ」の特大サイズは発売当初、1.5kg入りだったが、2018年3月の改良で1.41kgに減容）。「フレグランスニュービーズジェル」のつめかえ用特大サイズはこれまで花王の製品情報サイトに掲載されていなかったが、2018年9月のリニューアルを機に掲載されるようになった。
粉末タイプの「ニュービーズ」のふたには、スズランの花言葉「幸福のおとずれ」が書かれている。
コンパクト粉末洗剤
| ニュービーズ           | ふんわりニュービーズ  | 内容量 |
| ---------------------- | --------------------- | ------ |
| 1999年5月 - 2003年     | ーーー                | 1.25kg |
| 2003年 - 2008年9月     | ーーー                | 1.1kg  |
| 2008年10月 - 2012年7月 | 2008年9月 - 2012年6月 | 1.0kg  |
| 2012年7月 - 2015年5月  | 2012年6月 - 2015年4月 | 900g   |
| 2015年5月 - 2018年3月  | 2015年4月 - 2018年3月 | 850g   |
| 2018年3月 - 現在       | 2018年3月 - 現在      | 800g   |

液体洗剤
| 販売期間              | 商品名変遷                     | 内容量 |
| --------------------- | ------------------------------ | ------ |
| 不明                  | 液体ふんわりニュービーズ       | 1000ml |
| 不明                  | ふんわりニュービーズジェル     | 900g   |
| 2013年3月 - 2015年4月 | フレグランスニュービーズジェル | 860g   |
| 2015年4月 - 2020年3月 | フレグランスニュービーズ       | 820g   |
| 2020年3月 - 2023年9月 | ニュービーズ                   | 780g   |
| 2023年9月 - 2025年2月 | ニュービーズ                   | 740g   |
| 2025年2月 - 現在      | ニュービーズ                   | 690g   |

## 沿革

### 第1期
- 1963年 - 大型洗剤として発売開始。
- 1964年 - 液体洗剤「液体ニュービーズ」発売。
- 1965年 - 粉末「ニュービーズ」改良。
- 1967年 - ソフトタイプ（LAS系）の製品が発売された。
- 1968年 - 液体「ニュービーズ」改良。
- 1970年 - 液体「ニュービーズ」改良。
- 1971年 - 粉末「ニュービーズ」改良。
- 1972年 - 粉末「ニュービーズ」改良。
- 1973年 - 使用量、組成、パッケージ改良。
- 1975年 - 小型化洗剤「新ニュービーズ」として、最初のコンパクト化がされた[1]。ただ、その製品は計量カップ入りで発売されたものの、当時は洗剤を目分量で洗濯機に入れる人が多かったためか、思うように売れず、短命に終わったと考えられる[2]。コンパクト洗剤の発売停止後も、大型洗剤は引き続き発売された。
- 1976年 - 液体「ニュービーズ」改良。
- 1978年 - 液体「ニュービーズ」改良。
- 1979年11月 - 大型ニュービーズ、新発売。同時に小型も3年ぶりに再発売。100円お得になる。
- 1980年7月 - 「無りん ニュービーズ」発売[3]。
- 1981年
  - 3月 - 「ニュービーズ」改良。
  - 4月 - 「無りん ニュービーズ」小型品発売。
  - 5月 - 小型「ニュービーズ」改良。
  - 6月 - 「無りん ニュービーズ」、パッケージを改良し、全国発売が開始された[4]。このシリーズでは初の柔軟成分が配合された。
  - 7月 - 「無りん ニュービーズ」の特大品を発売。
- 1982年11月 - 「ワンパック無りん ニュービーズ」「無りんニュービーズ 旅行用」発売。
- 1983年3月 - 「無りん ニュービーズ」改良。
- 1984年9月 - 「無りん ニュービーズ」改良。
- 1986年 - 液体洗剤が、このシリーズでは初の酵素配合で復活した。
- 1988年 - 前年のアタックの発売をきっかけに、「バイオニュービーズ[5]」として、2度目のコンパクト化がされた。
- 1989年 - 「バイオビーズ[6]」に改名[7]。
- 1990年 - 粉末「バイオビーズ」改良。

しかし、コンパクト洗剤「バイオビーズ」は1992年頃には見かけなくなり（液体洗剤については、それ以前から見かけなくなった）、大型洗剤も1995年末頃に販売を終了した。なお、大型洗剤時代（当時のコンパクト洗剤及び液体洗剤についても同様）の「ニュービーズ」は、蛍光剤配合であった。

### 第2期
- 1999年5月 - 粉末「ニュービーズ」発売（ブランド復活）。
- 2000年 - 粉末「ニュービーズ」改良。
- 2001年 - 粉末「ニュービーズ」改良。
- 2003年 - 粉末「ニュービーズ」改良。内容量が1.1kgとなった。
- 2004年頃 - 柔軟成分が入った液体洗剤「ニュービーズWash&Care」が発売された。
- 2005年9月 - 「ニュービーズWash&Care」の粉末版として、「ふんわりニュービーズ」が発売された。
- 2006年
  - 6月 - 「ニュービーズWash&Care」の後継商品である「液体ふんわりニュービーズ」が発売された。なお、このシリーズの現行商品は、全製品が蛍光剤無配合で、そのうち粉末タイプのものは、2003年頃にアタックに次いでマイクロ粒子が採用された。
  - 7月 - 数量限定品「スウィートガーデンの香り」発売。
- 2007年
  - 7月 - 数量限定品「トロピカルブーケの香り」発売。
  - 10月 - 数量限定品「花揺れる高原」発売。
- 2008年
  - 6月 - 「アタック」同様、スプーンを「さくっとスプーン」に改良した（斜め形状ですくいやすく、大型洗濯機にも対応するため、サイズを大きくした）。
  - 9月 - 「ふんわりニュービーズ」を改良すると共に、従来の「液体ふんわりニュービーズ」の後継商品である「ふんわりニュービーズジェル」が発売された。この改良に伴って、同年10月には「ニュービーズ」も改良された（「ニュービーズ」に関しては当初「ふんわりニュービーズ」のみだった特大サイズが設定された）。この改良で内容量が1.0kgとなった。
- 2009年
  - 粉末「ニュービーズ」「ふんわりニュービーズ」改良。
  - 7月 - 数量限定品「フラワーバスケットの香り」発売。
  - 8月 - 数量限定品「マリンブーケの香り」発売。
- 2010年
  - 7月
    - 液体「ふんわりニュービーズジェル」改良。
    - 数量限定品「花舞う風の香り」発売。

  - 8月 - 数量限定品「ナチュラルブーケの香り」発売。
- 2011年
  - 1月 - 「アタックNeo」・「ハミングNeo」に続く環境技術に基づいた次世代のお洗濯商品"Neo"シリーズの第3弾となる「ニュービーズNeo」を発売。
  - 8月 - 超コンパクト液体洗剤「ニュービーズNeo」と粉末洗剤「ふんわりニュービーズ」に数量限定品「キラリ☆ハッピー・フルーツジュレの香り」発売。なお、柔軟剤「ハミングフレア 毎日ふんわりエッセンス」にも数量限定で同じ香りを設定した。
- 2012年
  - 1月 - 超コンパクト液体洗剤「ニュービーズNeo」と粉末洗剤「ふんわりニュービーズ」に数量限定品「キラリ☆ハッピー・スパークリングベリーの香り」を発売（本品は食品との混同を防ぐため、ふりがな付で「本品は食べ物ではありません」が明記されているほか、製品に明記されている品目名にもふりがながふられている）。
  - 3月 - 超コンパクト液体洗剤「ニュービーズNeo」に数量限定品「フローラルスウィートの香り」・「フルーティフレッシュの香り」を発売。本品は柔軟剤「フレア フレグランス」とのコラボレーション品で、香りを同製品と統一している。
  - 4月 - 超コンパクト液体洗剤「ニュービーズNeo」に「フレア フレグランス」とコラボレーションした数量限定品「パッションベリーの香り」を発売。
  - 6月 - 「ふんわりニュービーズ」シリーズを全面刷新。「フレグランスカクテル」という発想の新しい香調「フルーティーローズ」となる。
  - 7月 - 「ニュービーズ」を改良。内容量が900gとなった。
  - 8月 - 数量限定品「フローラルスウィートの香り」・「フルーティフレッシュの香り」を新仕様（「ふんわりニュービーズNeo」）で再発売。今回は粉末タイプの「ふんわりニュービーズ」にも数量限定品の「フローラルスウィートの香り」と「フルーティフレッシュの香り」を発売。
  - 11月 - 数量限定品「エレガントスパイスの香り」を発売。今回は「ふんわりニュービーズ」全種類に設定されており、内容量も異なる（「ふんわりニュービーズ」と「ふんわりニュービーズジェル」は810g、「ふんわりニュービーズジェル」のつめかえ用は720g、「ふんわりニュービーズNeo」は360g、「ふんわりニュービーズNeo」のつめかえ用は320g）。併せて、通常の「ふんわりニュービーズジェル」にはホームセンターなどの一部店舗向けにつめかえ用超特大サイズ（1.65kg）を追加。
- 2013年
  - 1月 - 「ふんわりニュービーズ」に数量限定品「フローラルカシスの香り」を発売。
  - 3月 - 「ふんわりニュービーズ」シリーズを全面刷新し、「フレグランスニュービーズ」シリーズに改名。柔軟剤の香りとの相性を考えた「プリンセスローズ」となる。なお、「フレグランスニュービーズジェル」はリニューアルに伴い内容量を変更した（本体：900g→860g、つめかえ用：810g→770g）。
  - 10月 - 数量限定品「オリエンタルウッドの香り」を発売。今回は「フレグランスニュービーズ」・「フレグランスニュービーズジェル」の2種類のみの設定で、内容量も異なる（内容量は「エレガントスパイスの香り」に準じる）。
- 2014年
  - 4月 - 「フレグランスニュービーズ」シリーズを全面刷新。ニオイのもとを落とす消臭効果をプラス。また、香りも一新し、「フレグランスニュービーズ」と「フレグランスニュービーズジェル」はローズ・スイートピーにベリーを加えた「ピュアフローラル」、「フレグランスニュービーズNeo」はベルガモットやネロリなどの天然エッセンシャルオイルを加えた「エレガントフローラル」となる。
  - 10月 - 白を基調に、ムーミンキャラクターのデザインを採用した数量限定品「心あたたまるホワイトフローラルの香り」を発売。「オリエンタルウッドの香り」同様、「フレグランスニュービーズ」と「フレグランスニュービーズジェル」のみの設定で、内容量が異なる（「フレグランスニュービーズジェル」は「オリエンタルウッドの香り」に準じるが、「フレグランスニュービーズ」は850gとなる）。
- 2015年
  - 4月 - 「フレグランスニュービーズ」シリーズを全面刷新。香りを「花しずくの香り」に変更したほか、「フレグランスニュービーズジェル」は消臭成分と花の香りを閉じ込めた「フレッシュカプセル」を新配合した。なお、リニューアルに伴い、「フレグランスニュービーズ」と「フレグランスニュービーズジェル」は内容量を変更した（粉末：900g → 850g（粉末の「特大サイズ」は内容量据え置き）、ジェル本体：860g→820g、ジェルつめかえ用：770g→730g、ジェルつめかえ用超特大サイズ：1.65kg→1.46kg）。
  - 5月 - 「ニュービーズ」を改良。溶けやすさを向上するとともに、パッケージデザインを刷新し、ロゴが2年10ヶ月ぶりに「フレグランスニュービーズ」と統一。内容量も変更した（900g→850g、特大サイズは内容量据え置き）。
  - 8月 - 「フレグランスニュービーズジェル」に数量限定品「すずらんとハーブのしずくの香り」を発売。通常品である「花しずくの香り」とは内容量が異なる（本体：770g、つめかえ用超特大サイズ：1,360g）。
- 2016年4月 - 「フレグランスニュービーズジェル」に数量限定品「さわやかなヴァーベナの香り」を発売。「すずらんとハーブのしずくの香り」同様、通常品の「花しずくの香り」よりも内容量が減容される。
- 2017年
  - 4月 - 「フレグランスニュービーズジェル」のパッケージデザインをリニューアル（中身の変更は無し）。
  - 夏 - 粉末洗剤「ニュービーズ」・「フレグランスニュービーズ」をパッケージリニューアル。あけ口を記し、サイズをコンパクト化した新型箱となった（中身の変更は無く、内容量は据え置き）。
- 2018年
  - 3月 - 粉末洗剤「ニュービーズ」・「フレグランスニュービーズ」をリニューアル。新酵素配合と濃縮処方による組成変更により、1回あたりの使用量が減り、内容量も減容（ただし、標準使用量における1箱の使用回数は従来品よりも増えている(大:約36回分 → 約38回分、特大:約65回分→約67回分)）。計量スプーンの形状がスリムタイプに変更された。
  - 夏 - 粉末洗剤「ニュービーズ」・「フレグランスニュービーズ」をリニューアル。パッケージデザインを変更（併せて、ブランドロゴも変更となり、同年5月に誤表記であることが発表[8]された「使用量の目安」が正しい表記に修正される）。「フレグランスニュービーズ」は香りも変更となり、フラワーリュクスの香りとなった。
  - 9月 - 液体洗剤「フレグランスニュービーズジェル」をリニューアル。香料中に「天然つぼみエッセンス」が配合され、柔軟成分が増量される。また、既存品は「フラワーリュクスの香り」となり、後述する限定品以外では初の新香調となる「ハーバルフレッシュの香り」が追加されて2種類となった。なお、内容量は本体は据え置かれたもの、つめかえ用は既存サイズが減容され（通常サイズ:730g → 715g、超特大サイズ:1.46kg → 1.26kg）、新たにホームセンターやECサイト限定で1.58kg入りの「超特大サイズ2.2倍」が設定された。
- 2019年春 - 粉末洗剤「ニュービーズ」・「フレグランスニュービーズ」を仕様変更。同年3月にリニューアルされた「アタック」と同仕様の計量スプーン（使用量が同量の「高浸透リセットパワー」と同仕様品）へ変更。容量が従来の40gから50gとなり、洗濯物が多い時でも1回で計量可能となった。
- 2020年3月 - 液体タイプ「フレグランスニュービーズジェル」を粉末タイプと同じ「ニュービーズ」に改名しリニューアル。香りが改良され、「フラワーリュクスの香り」は「リュクスクラフト」に、「ハーバルフレッシュの香り」は「ピュアクラフト」となる。また、すすぎ1回も可能となった。なお、内容量は本体・つめかえ用・つめかえ用超特大で減容（本体:820g→780g、つめかえ用:715g→680g、つめかえ用超特大:1.26kg → 1.22kg）となったが、つめかえ用超特大サイズ2.2倍は内容量が増量（1.58kg→1.6kg）され、「超特大サイズ2.4倍」となった。
- 2021年4月 - 液体タイプ「ニュービーズ リュクスクラフト」・「ニュービーズ ピュアクラフト」のつめかえ用超特大サイズに2.8kg入りを追加。
- 2023年
  - 7月 - 粉末タイプ「ニュービーズ」を改良。すずらんの香りは従来通りだが、五分咲きの香りブレンドへ変更され、パッケージデザインも変更された。
  - 9月 - 液体タイプ「ニュービーズ リュクスクラフト」・「ニュービーズ ピュアクラフト」を改良。天然由来成分の配合比率が引き上げられる処方変更を行うこと共に、内容量が減容（本体:780g→740g、つめかえ用:680g→650g、つめかえ用超特大:1.22kg→1.16kg、つめかえ用超特大:1.6kg→1.52kg）。つめかえ用超特大サイズは「約○.○倍」表記から内容量表記へ変更された。
- 2025年
  - 2月 - 液体タイプ「ニュービーズ」を改良。処方改良が行われ、柔軟性能が向上されるとともに、抗菌効果を追加。なお、今回の改良に伴い、水30Lあたりの使用量が変更された（25g→30g）。「リュクスクラフト」は「ローズ&マグノリアの香り」に改名するとともに、「ピュアクラフト」と入れ替わりで「ジャスミン&ムスクの香り」を追加。本体は「アタック抗菌EX」シリーズと同じ取っ手付きのボトル形状へ変更。内容量はほとんどのサイズで減容（本体:740g→690g、つめかえ用:650g→560g、つめかえ用超特大:1160g→900g）されたものの、つめかえ用超特大の1520gは1550gに増量、詰め替え用目がジャンボは内容量据え置きとなった。
  - 7月 - 粉末タイプ「ニュービーズ」を改良。皮脂洗浄力向上と香料を変更する組成変更が行われ、付属のスプーンが青から濃いグレーに変更。パッケージデザイン変更に伴って約7年ぶりにブランドロゴも変更され、「白さと香り」のキャッチコピーがなくなった。なお、前述のとおり使用量が変更されたが、内容量は据え置きとなったため、標準使用量における1箱の使用回数が少なくなった（約38回分→約33回分）[9]。

## 用途
発売当初から綿、麻、合成繊維用だった。

## ラインナップ
現行商品
ニュービーズ（コンパクト洗剤）
1999年5月発売。粉末タイプ（漂白剤入り）。すずらんの香り。
ニュービーズ（ジェルタイプ）
ジェル状液体タイプ（柔軟剤入り）。ローズ&マグノリアの香りとジャスミン&ムスクの香りがある。
販売終了品
ニュービーズ（大型洗剤）
液体ニュービーズ
ソフトタイプニュービーズ
新ニュービーズ
無りんニュービーズ
バイオニュービーズ
バイオビーズ
バイオニュービーズから改名、1989年発売
フレグランスニュービーズ
粉末タイプ（柔軟剤入り）。フラワーリュクスの香り、内容量は800g（約38回分）/1.41kg（約67回分）。液体タイプの「ニュービーズ リュクスクラフト」へ統合のため、2021年9月製造終了。
ニュービーズWash&Care
液体ふんわりニュービーズの登場により廃止
液体ふんわりニュービーズ
ふんわりニュービーズジェルの登場により廃止
フレグランスニュービーズNeo（ネオ）
超コンパクト液体タイプ（柔軟剤入り）。すすぎ1回が可能。花しずくの香り。発売開始当初は「ニュービーズNeo」だった。2018年9月製造終了。

### 限定品
「ふんわりニュービーズ」には通常のラインナップに加え、不定期に数量限定品の香りが発売されている。なお、「キラリ☆ハッピー・フルーツジュレの香り」以降の限定品については、超コンパクト液体洗剤の「ニュービーズNeo」にも設定されている（「フローラルスウィートの香り」・「フルーティフレッシュの香り」・「パッションベリーの香り」は同社から発売されている柔軟剤「フレアフレグランス」と同一の香調で、「パッションベリーの香り」は「ニュービーズNeo」のみ設定、「フローラルカシスの香り」は「ふんわりニュービーズNeo」には未設定）。
エレガントスパイスの香りは「フレア フレグランス」・「ふんわりニュービーズ」・「エマール」の3ブランドで同時に設定されており、「ふんわりニュービーズ」・「ふんわりニュービーズNeo」に加え、「ふんわりニュービーズジェル」にも設定される。
ローズ&ハニーの香り、カシスローズの香りはイオン限定で（カシスローズの香りはダイエーでも）販売されており、液体タイプの「ふんわりニュービーズジェル」・「ふんわりニュービーズNeo」のみの設定である。また、トロピカルマリンの香りもイオン限定で、こちらは「フレグランスニュービーズジェル」のみの設定。同時に、柔軟剤「フレア フレグランス」にも同じ香りが設定された。
オリエンタルウッドの香りと心あたたまるホワイトフローラルの香りに関しても、「フレア フレグランス」・「フレグランスニュービーズ」・「エマール」の3ブランドで同時に設定されているが、「フレグランスニュービーズ」は「フレグランスニュービーズ」と「フレグランスニュービーズジェル」のみの設定である。
「すずらんとハーブのしずくの香り」は「フレグランスニュービーズジェル」のみの設定で、つめかえ用は超特大サイズのみの設定である（超特大サイズはホームセンターなどの一部店舗限定のため、店舗によっては本体のみの取り扱いとなる）。
- スウィートガーデンの香り
- トロピカルブーケの香り
- 花揺れる高源の香り
- フラワーバスケットの香り
- マリンブーケの香り
- 花舞う風の香り
- ナチュラルブーケの香り
- キラリ☆ハッピー・フルーツジュレの香り
- キラリ☆ハッピー・スパークリングベリーの香り
- フローラルスウィートの香り
- フルーティフレッシュの香り
- パッションベリーの香り
- エレガントスパイスの香り
- ローズ&ハニーの香り
- フローラルカシスの香り
- カシスローズの香り
- トロピカルマリンの香り
- オリエンタルウッドの香り
- 心あたたまるホワイトフローラルの香り
- すずらんとハーブのしずくの香り
- さわやかなヴァーベナの香り

## 配合成分（2025年現在）
現在の配合成分
ニュービーズ（粉末）
界面活性剤（20%、直鎖アルキルベンゼンスルホン酸ナトリウム、ポリオキシエチレンアルキルエーテル）
アルカリ剤（炭酸塩）、水軟化剤（アルミノけい酸塩）、工程剤（硫酸塩）、分散剤、漂白剤、酵素
ニュービーズ（液体 ローズ&マグノリアの香り/ジャスミン&ムスクの香り）
界面活性剤（16%、高級アルコール系(非イオン)）
安定化剤
過去の配合成分
ABS（発売初期）
LAS（1967年 - 1995年）
蛍光増白剤（発売初期 - 1995年）

## キャッチフレーズ
ニュービーズ
現在 - すずらんの香りが長続き
1999年 - すずらんの香りが着る時まで長続き
1986年 - 白さ いきいき!香りさわやか!
ふんわりニュービーズ/フレグランスニュービーズ
現在 - 香りふくらむ ピュアな白さ
2012年 - きれいな白さ 香りが続く
2009年 - きれいな白さ 香りふんわり長続き
2005年 - やわらか、さっぱりの顔ざわり
ニュービーズNeo
2011年1月 - 2012年6月 わたしハッピー 家族スマイル!
過去の製品
バイオニュービーズ
バイオの力でシンから白く

## ニュービーズの歌
- 発売当初から1989年ごろのテレビCMでは、「白さと香りのニュービーズ」と宣伝されていた。
- 1999年の復活時は、「きれいな白さすずらんの香り ニュービーズ」とLe Coupleが歌っていた。
- 「ニュービーズNeo」では、藤本美貴をイメージキャラクターに起用するとともに、「ハッとして!Good」（田原俊彦の楽曲）のカバーバージョンをテレビCMで流している。ちなみに、CMで同曲を歌っているのは、藤本ではなく鹿野友美（4 bonjour's parties）である[10]。

## ロゴ・パッケージ
ロゴはすべて群青色で、小さく「ニュー」大きく「ビーズ」と表記されたロゴデザインは書体やまわりのデザインの変更はあるものの、再発売時から現在までほとんど変更されていない。ロゴを囲むデザインは再発売時、上を赤いリボン、下を青のリボンで囲むデザインとなっていたが、2009年のリニューアル時に右上がりとなった。
2011年1月の「ニュービーズNeo」発売時は他の「ニュービーズ」のシリーズ品と異なるロゴデザインとなっており、まわりのデザインも上のピンクと下の青は継承しているものの、円を囲ったデザインとなった。
2012年のリニューアルで書体が丸文字となるとともに囲いデザインを変更し、「ニュービーズNeo」から改名した「ふんわりニュービーズNeo」を含めてシリーズ全製品が同じロゴデザインに統一した。
2013年3月に「ふんわりニュービーズ」から改名した「フレグランスニュービーズ」にリニューアルした時には、書体がやや角ばった文字となり、囲いデザインは「ニュービーズNeo」に近い丸囲いとなった。
2015年にリニューアルで丸囲いの上下に上から青・白・ピンクのリボンのデザインが入り、「ニュービーズ」も2年10ヶ月ぶりのリニューアルで同じロゴデザインとなったことで再びシリーズ全製品が同じロゴデザインで統一した。
2018年のリニューアルでロゴデザイン（書体・丸囲い共に）が変更となり、リボンの色がピンクから赤になった。
2020年の液体タイプのリニューアルでブランドロゴの丸囲いが変更となり、「ニュービーズ」のロゴが下側に移動され、「New」と「Beads」の2行で表示された英字ロゴが入った。
2025年2月の液体タイプのリニューアルで5年ぶりにブランドロゴを全面刷新。粉末タイプも同年7月のリニューアルで液体タイプと同じブランドロゴに変更されたため、約10年ぶりにシリーズ全製品が同じロゴデザインに統一された。
再発売時、イメージカラーは「ニュービーズ」・「ふんわりニュービーズ」が共に白で、フタの色は「ニュービーズ」は青、「ふんわりニュービーズ」はピンクで、左のほうにはローマ字で「BEADS」と水色とピンク交互に書かれていた。2012年のリニューアル時に、「ニュービーズ」は全体がふたの部分を除く全体が水色に、「ふんわりニュービーズ」はフタの部分を含めた全体がピンクとなった。「ふんわりニュービーズ」から改名した「フレグランスニュービーズ」は2015年4月のリニューアルで粉末洗剤の箱の中央部分や液体洗剤のボトルのラベルが空色となった。

## イメージキャラクター
- 第1期
  - 荒木由美子 （1980年代後半）
- 第2期
  - 斎藤ちはる（2002年）
  - 村田雄浩 （ふんわりニュービーズ、2005年9月 - 2006年）
  - 鈴木おさむと大島美幸 夫妻（ふんわりニュービーズ、2009年 - 2010年12月）
  - 藤本美貴 （ニュービーズNeo、2011年1月 - 2012年）
  - 仲里依紗 （ふんわりニュービーズ/フレグランスニュービーズ、2012年6月 - 2014年3月）
  - AKB48（大島優子[11]・渡辺麻友・高橋みなみ・横山由依・島崎遥香） （フレグランスニュービーズ、2014年4月 - 2015年3月）
  - 木村佳乃（フレグランスニュービーズ、2015年4月 - 2018年8月）
  - 榮倉奈々（2020年3月 - 2023年）
  - 吉高由里子（2025年2月 - 現在）

### CM内容
1999年5月 - 2004年
すずらんを中心に色とりどりの花が咲く広い庭で母と子が遊んでいるもの。
2005年9月 - 2006年6月
村田雄浩が出演するCMは、ふんわりニュービーズ初代のCMで、30秒ヴァージョンのみ。ママが出張でいないというCMであった。村田が、ドアを開け「大変だ!ママがいない、ママがどこにもいない!」と叫ぶ。すると子供が「ママ出張だよ」と答え「ママがこれで洗濯頼むって」と渡したのがふんわりニュービーズだった。最後はママが帰ってくる。
2009年 - 2010年12月
鈴木夫婦の出演するCMは30秒ヴァージョンのみ。大島がふんわりニュービーズで洗濯し、ベランダに乾す。結婚写真も登場した。最後に2人が「ふんわりふんわりニュービーズ♪」と歌う。
2011年1月29日 - 2012年6月22日
藤本美貴が出演するCMは、ニュービーズNeoのCMで、「ハッピーバルーン篇」と「ギュッとつまってる篇」の2本。
いずれも、「夫と息子を家族に持つ主婦」という設定で、「キラリ☆ハッピー」を合言葉に映像の随所でハートマークが登場する。藤本は商品紹介のナレーションも担当。
CMの最後では、「ニュービーズNeo♪」という鹿野の歌声に合わせて、藤本がニュービーズNeoのボトルを両手で頭上にかざす。さらに、洗濯機の前にしゃがみながら、人差し指を立てて「すすぎは1回!」（15秒CM）「すすぎ1回でさらにハッピー!」（30秒CM）と強調している。

### CMソング
- ふたつの夢（Le Couple）
- ラブラドール・レトリーバー（AKB48）
- PIECE OF MY WISH（今井美樹）

## 競合商品
- アタック
- ザブ
- ブルーダイヤ - このシリーズの対抗商品
- アリエール - このシリーズの対抗商品
- 香りつづくトップ - ふんわりニュービーズの対抗商品
- ボールド - ふんわりニュービーズの対抗商品